# Marlboro
Marlboro é uma marca de cigarros do grupo Altria (anteriormente Philip Morris Companies). É a marca de cigarro mais vendida no mundo.

## História
A Philip Morris lançou a marca Marlboro em 1924 como um cigarro para o público feminino, com o slogan, "Mild As May" (do inglês "Suave como Maio").  Nos anos 20, a publicidade do cigarro e se baseava principalmente em quanto o cigarro era feminino.  Para este fim, o filtro teve uma banda vermelha impressa em torno dele para ocultar manchas de batom que foi descrita como "Beauty Tips to Keep the Paper from Your Lips"(do inglês "Dicas de beleza para manter o papel longe dos lábios").
A primeira tentativa em reposicionar a marca como "masculina", teve Julie London e modelos masculinos com mãos tatuadas, mas quando Weissman, o então chefe de marketing da Philip Morris assumiu a responsabilidade da campanha no final dos anos de 1950, sua pesquisa demonstrou que pós-adolescentes é que estavam consumindo o produto.
Jack Landry, o executivo de publicidade da Philip Morris, coordenadamente com a agência de Leo Burnet apareceram com "comerciais que vão trazer fumantes novatos para o Marlboro...[que transmitisse]  "a imagem certa para capturar a fantasia da juventude...[e projeta] um símbolo perfeito de independência e rebeldia individualista" - e assim surgia o "cowboy da Marlboro" ou Marlboro Man. Logo a marca se tornou um sucesso de venda duradouro, a nova imagem elevou suas vendas de US$ 5 bilhões em 1955 para US$ 20 bilhões em 1957, em 1972 se tornou a principal marca de cigarros norte-americana e do mundo, em 1993, a Marlboro comandava 21% de toda a venda doméstica norte-americana, a maior desde então, em 2000, sua participação no mercado era de 35% das vendas de cigarros nos EUA, vendendo mais do que as seis outras marcas mais populares juntas, em 2003, as vendas mundiais dos cigarros Marlboro totalizaram renda de US$ 20 bilhões por anos.

Campanha da Marlboro como "Mild As May"
Campanha da Marlboro mostrando The Marlboro man com mão tatuada
Campanha da Marlboro com o Marlboro Man

## Patrocínios
A Marlboro patrocinou vários eventos esportivos, em especial o automobilismo.

### Fórmula 1

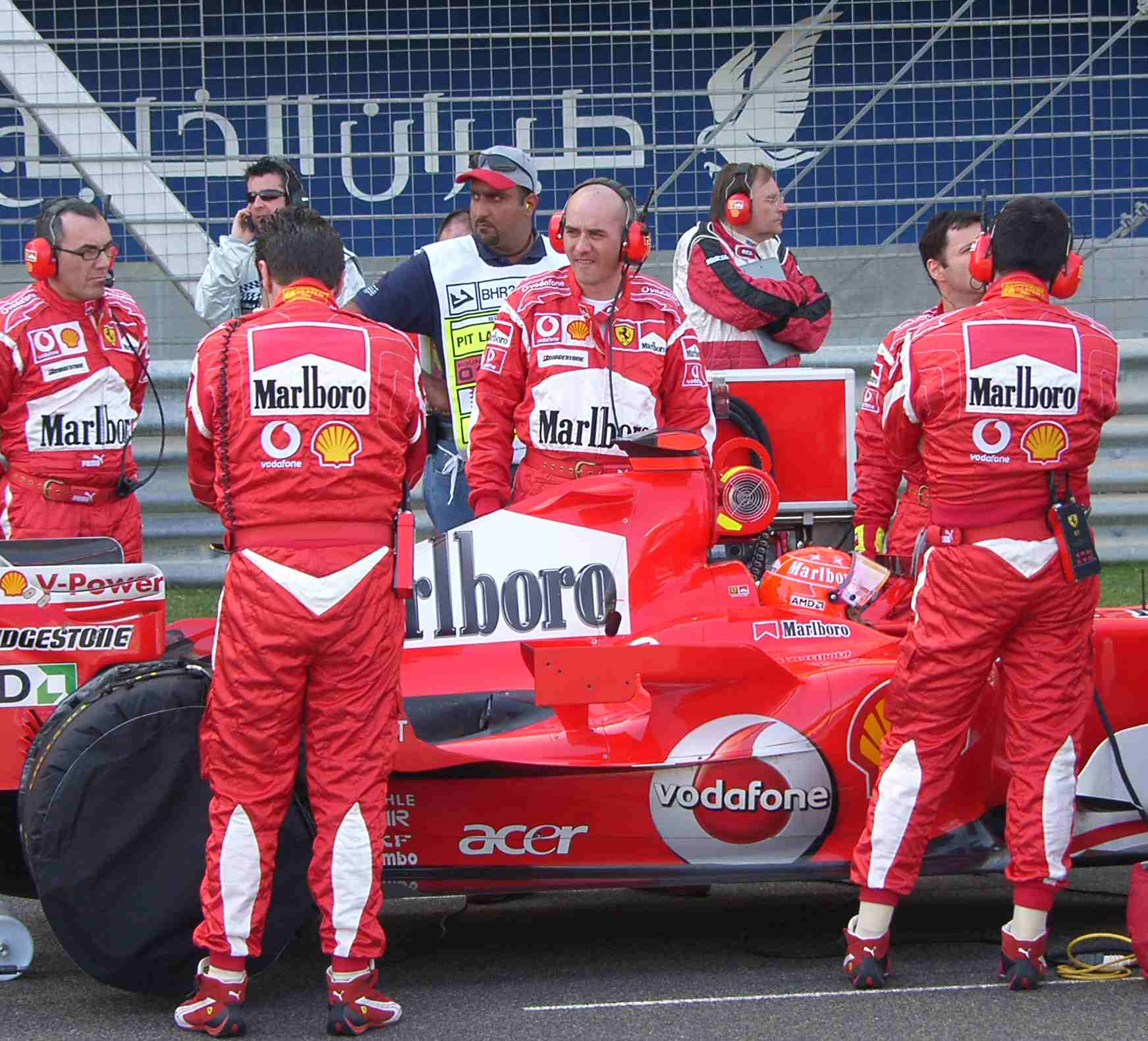
Patrocínio da Marlboro na Ferrari, durante GP do Bahrein de 2006

Na Fórmula 1 patrocinou equipes como Ferrari, McLaren, Alfa Romeo e Scuderia Italia. O patrocínio da Marlboro na Formula 1 começou em 1972 com a equipe BRM. A Marlboro patrocina a equipe Ferrari, na Formula 1, cujo nome oficial era: Scuderia Ferrari Marlboro, pois a partir de 2007, começou a vigorar a proibição para as equipes em estampar marcas de cigarros nos carros de Formula 1, e a marca Marlboro passou a ser representada por código de barras, no carro, até início de 2010. Atualmente o código de barras foi retirado e um novo logo fora implantado, "escondendo" o logo Marlboro, mas a marca ainda patrocina a escuderia italiana.

### Outras categorias

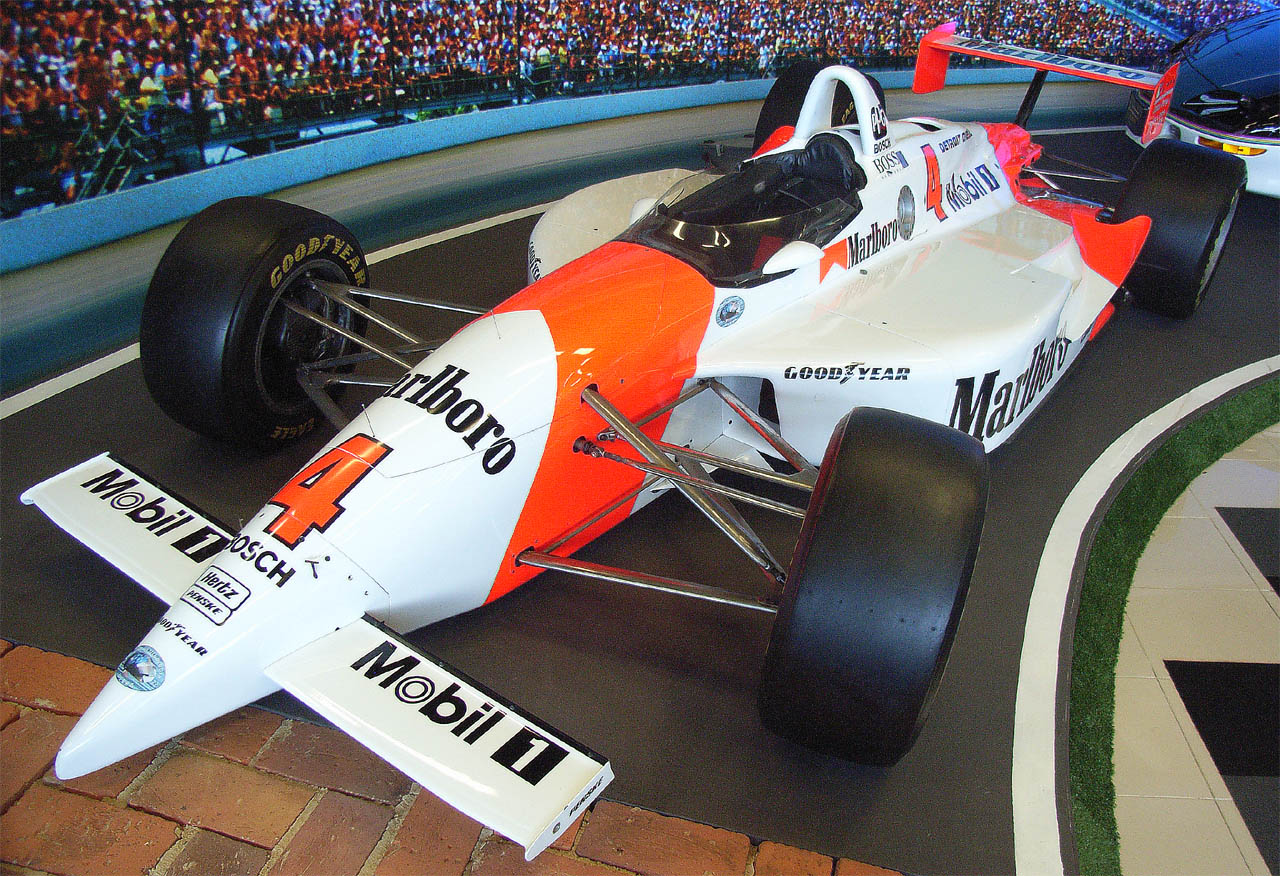
Carro de Emerson Fittipaldi da CART em 1993 patrocinado pela marca.

A Marlboro também patrocinou a MotoGP a partir de 1976 na equipe Agostini, a partir de 1983 a equipe Yamaha e na década de 1990 a Erv Kanemoto's e a equipe Pireli. O patrocínio na CART começou em 1986 com o carro de Emerson Fittipaldi na equipe Patrick Racing, em 1990 passou a patrocinar a Penske Racing, o patrocínio durou até 2009. No Campeonato Mundial de Rali patrocinou a equipe Lancia entre 1972 e 1974, a equipe Mitsubishi entre 1999 e 2002 e a equipe Peugeot entre 2002 e 2005.

## Formatos e edições pelo mundo

### Brasil
No Brasil o Marlboro tem disponível as opções maço e caixa ("Box", como publicitários preferem), nas cores: Prata (Ultra Light ou Silver), Ouro (Gold ou Light), Azul (Médio ou Gold Advanced), Vermelho (filtro marrom), Ice Mint, Fresh Mint (mentolados com filtro parcialmente aromatizado), Blue Ice (lançado recentemente no Brasil, possui uma cápsula no filtro que, quando rompida, libera um líquido com uma forte aroma mentolado) Touch, Filter Plus e duas edições saborizadas de nome Double Fusion (sendo uma de menta e blueberry e outra de menta e melancia).